# Intercambiador Ōshimaminami
El intercambiador Ōshimaminami (大島南インターチェンジ Ōshimaminami-intāchenji?) es un intercambiador de la autovía de Nishiseto que se encuentra en la ciudad de Imabari de la prefectura de Ehime.

## Características
Es un intercambiador parcial que sólo permite entrar para dirigirse hacia el intercambiador Imabari o salir viniendo de la misma.
Es uno de los dos intercambiadores de la isla Oo, el otro es el intercambiador Ōshimakita que se encuentra más al norte.

## Cruces importantes
- Ruta Nacional 317
- Ruta de Ōshima (大島道路 Ōshima-dōro?)

## Alrededores del intercambiador
- Gran Puente del Estrecho de Kurushima

## Intercambiador anterior y posterior
- Autovía de Nishiseto (hacia Onomichi)

Intercambiador Imabari << Intercambiador Ōshimaminami >> Intercambiador Hakatajima
- Autovía de Nishiseto (desde Onomichi)

Intercambiador Hakatajima << Intercambiador Ōshimaminami >> Intercambiador Imabarikita